# Cantonul Rochefort-Nord
Cantonul Rochefort-Nord este un canton din arondismentul Rochefort, departamentul Charente-Maritime, regiunea Poitou-Charentes, Franța.

## Comune
- Breuil-Magné
- Fouras
- Île-d'Aix
- Loire-les-Marais
- Rochefort (parțial, reședință)
- Saint-Laurent-de-la-Prée
- Vergeroux
- Yves